# Portia songi
Portia songi är en spindelart som beskrevs av Tang Y., Yang Y. 1997. Portia songi ingår i släktet Portia och familjen hoppspindlar. Inga underarter finns listade i Catalogue of Life.